# علی کاوه
علی کاوه (زاده ۱۳۲۶ تبریز) یک استاد دانشگاه ایرانی و عضو هیئت علمی دانشکده مهندسی عمران دانشگاه علم و صنعت ایران است. وی همچنین عضو پیوسته فرهنگستان علوم ایران است.

## تحصیلات
تحصیلات عالی خود را در دانشگاه تبریز آغاز و در سال ۱۳۴۸ دوره کارشناسی را با رتبه اول اخذ کرد. همچنین کارشناسی ارشد و دکترای مهندسی عمران خود را در سال‌های ۱۳۵۰ و ۱۳۵۳ در دانشگاه لندن به اتمام رساند.

## افتخارات
علی کاوه در نخستین همایش چهره‌های ماندگار در سال ۱۳۸۰ به عنوان چهره ماندگار رشته مهندسی عمران انتخاب شد. در سال ۱۳۹۵ از او به عنوان استاد ممتاز دانشگاه علم و صنعت تقدیر شد. همچنین در سال‌های ۱۳۹۶ و ۱۳۹۷ مؤسسه کلاریویت آنالیتیکس او را به عنوان یکی از تاثیرگذارترین پژوهشگران جهان معرفی کرد. سایر جوایز و افتخارات ایشان به شرح زیر است:
- مدال درجه ۱ فرهنگی از وزارت علوم و آموزش عالی بخاطر احراز رتبه اول در هر چهار سال تحصیلی دوره کارشناسی مهندسی راه و ساختمان، ۱۳۴۷.
- بورس تحصیلی وزارت علوم و آموزش عالی برای دوره دکتری در امپریال کالج دانشگاه لندن، ۵۶–۱۳۵۲.
- جایزه البرز که توسط بنیاد فرهنگی البرز برای فارغ‌التحصیل با بهترین معدل کشوری تعلق می‌گرفت، ۱۳۵۱.
- جایزه پژوهشی برای انجام پژوهش نمونه از طرف وزارت علوم و آموزش عالی، ۱۳۵۹.
- بورس ایران - انگلیس که توسط وزارت علوم و آموزش عالی اعطاء شد، ۱۳۵۹.
- کتاب سال از طرف وزارت ارشاد اسلامی برای بهترین کتاب مهندسی تحت عنوان تحلیل سازه‌ها، ۱۳۶۶.
- جایزه پژوهشی دانشگاه علم و صنعت، ۱۳۶۷، ۱۳۷۲، ۱۳۷۵.
- جایزه پژوهشی خوارزمی از وزارت علوم و آموزش عالی، ۱۳۷۶.
- جایزه پژوهشی دانشگاه علم و صنعت، ۱۳۷۶.
- جایزه مطبوعات از طرف وزارت ارشاد برای بهترین مقاله علمی، ۱۳۷۷.
- محقق نمونه مرکز تحقیقات ساختمان و مسکن، ۱۳۷۸.
- کتاب سال از طرف وزارت ارشاد برای بهترین کتاب انگلیسی، ۱۳۷۹.
- مدال طلایی سال ۲۰۰۰ از طرف ABI، ۱۳۸۱.
- جایزه پژوهشی دانشگاه علم و صنعت، ۱۳۸۱.
- استاد نمونه ایران برگزیده وزارت علوم و آموزش عالی، ۱۳۸۲.
- پژوهشگر نمونه ایران برگزیده وزارت علوم و آموزش عالی، ۱۳۸۲.
- جایزه پروژه علمی در دانشگاه علم و صنعت، ۱۳۸۲.
- استاد نمونه ایرن برگزیده وزارت علوم و آموزش عالی، ۱۳۸۲.
- چهره ماندگار در مهندسی عمران از طرف فرهنگستان علوم و سازمان صدا و سیما، ۱۳۸۳.
- محقق برگزیده دانشگاه علم و صنعت ایران، ۱۳۸۳ و ۱۳۸۴.
- استاد نمونه ایران برگزیده وزارت علوم و آموزش عالی، ۱۳۸۶.
- محقق برتر دانشگاه علم و صنعت، ۱۳۸۴، ۱۳۸۵ و ۱۳۸۶.
- استاد نمونه ایران برگزیده وزارت علوم و آموزش عالی، ۱۳۸۶.
- محقق برتر دانشگاه علم و صنعت، ۱۳۸۷.
- پژوهشگر رتبه اول جشنواره مهندسی عمران، ۱۳۸۸.
- نویسنده بهترین کتاب مهندسی عمران رتبه اول جشنواره مهندسی عمران، ۱۳۸۸.
- پژوهشگر رتبه اول بخش تحقیقات بنیادین در دومین جشنواره مهندسی عمران، مرکز تحقیقات ساختمان و مسکن، ۱۳۸۸.
- چهره ماندگار کرمان جشنواره مهندس افضلی پور، ۱۳۸۸.
- کسب جایزه مرحوم علامه طباطبایی از طرف بنیاد ملی نخبگان، ۱۳۹۰.
- پژوهشگر برتر دانشکده مهندسی عمران، ۱۳۹۲.
- پژوهشگر برتر کشور، ۱۳۹۳.
- پژوهشگر برتر دانشگاه علم و صنعت، ۱۳۹۳.
- برگزیده در بخش کتب بین‌اللملی، ۱۳۹۳.

## کتاب‌های فارسی
- روشهای پخش ممان، انتشارات دانشگاه علم و صنعت ایران، ۱۳۶۳، ۱۳۶۶، ۱۳۶۹.
- تحلیل سازه‌ها، مرکز نشر دانشگاهی، ۱۳۶۳، ۱۳۶۴، ۱۳۶۷، ۱۳۷۱، ۱۳۷۶، ۱۳۷۹، ۱۳۸۲، ۱۳۸۶، ۱۳۸۷، ۱۳۸۸.
- روش اجزاء محدود، انتشارات دانشگاه علم و صنعت ایران، ۱۳۶۳، ۱۳۶۹، ۱۳۷۳، ۱۳۷۶، ۱۳۸۶.
- تئوری ماتریس سازه‌ها، انتشارات دانشگاه علم و صنعت ایران، ۱۳۶۴، ۱۳۶۹، ۱۳۷۳، ۱۳۷۹.
- مقاومت مصالح کاربردی، انتشارات جهاد دانشگاهی، ۱۳۶۵، ۱۳۶۶، ۱۳۶۹.
- جداول ثابت‌های قابها، انتشارات دانشگاه یزد، ۱۳۶۴، ۱۳۶۹، ۱۳۷۳، ۱۳۷۶.
- تحلیل کامپیوتری سازه‌ها، انتشارات مرکز نشر دانشگاهی، ۱۳۶۵، ۱۳۶۸، ۱۳۸۱، ۱۳۸۷.
- تحلیل ماتریسی سازه، انتشارات دانشگاه علم و صنعت و دانشگاه یزد، ۱۳۶۱، ۱۳۶۹، ۱۳۶۵، ۱۳۸۲.
- طرح و تحلیل پلاستیک قابها، انتشارات دانشگاه علم و صنعت ایران، ۱۳۷۱، ۱۳۶۵.
- مکانیک مصالح، انتشارات دانشگاه یزد، ۱۳۶۴.
- روش اجزاء محدود کاربردی، انتشارات دانشگاه علم و صنعت ایران، ۱۳۷۰، ۱۳۷۹.
- اصول پایداری سازه‌ها، انتشارات مرکز نشر دانشگاهی، ۱۳۷۰.
- قابلیت اعتماد در سازه‌ها، انتشارات دانشگاه علم و صنعت ایران، ۱۳۷۷.
- تحلیل سازه‌ها به روش ساده، انتشارات دانشگاه علم و صنعت ایران، ۱۳۷۷.
- طرح و تحلیل پلاستیک قابها، جلد دوم، انتشارات دانشگاه علم و صنعت ایران، ۱۳۷۷.
- تحلیل ماتریسی سازه‌ها، مرکز انتشارات علمی و فرهنگی، ۱۳۷۹.
- روش‌های انرژی در مکانیک سازه‌ها، مرکز انتشارات علمی و فرهنگی، ۱۳۷۹.
- شبکه‌های عصبی در بهینه‌یابی سازه‌ها، مرکز تحقیقات ساختمان و مسکن، ۱۳۸۱، ۱۳۸۵.
- شبکه‌های عصبی در طرح و تحلیل سازه‌های فضاکار، مرکز تحقیقات ساختمان و مسکن، ۱۳۸۲، ۱۳۸۳، ۱۳۸۵.
- تحلیل، طراحی و اجرای قابهای فضائی فولادی، مرکز تحقیقات ساختمان و مسکن، ۱۳۸۳ و ۱۳۸۷.
- طرح و تحلیل بهینه پلاستیک قابها، مرکز تحقیقات ساختمان و مسکن، ۱۳۸۵، ۱۳۸۷.
- بهینه‌یابی توسط کلونی مورچگان، مرکز تحقیقات ساختمان و مسکن، ۱۳۸۶.